# Hans Gollnick
Hans Gollnick (Gut Gursen, 22 mei 1892 - Hamburg, 15 februari 1970) was een Duitse officier en General der Infanterie tijdens de Tweede Wereldoorlog. 

## Leven
Gollnick ging naar de Marienwerder middelbare school en slaagde in 1911 voor het middelbare school diploma. Op 22 maart 1912 voegde hij zich als cadet bij het 3e West-Pruisische Infanterie Regiment nr. 129 in Graudenz. Daar werd hij op 19 november 1912 benoemd tot vaandrig en op 18 augustus 1913 gepromoveerd tot luitenant. Na het uitbreken van de Eerste Wereldoorlog en de mobilisatie ging Gollnick het veld in met het Reserve Infanterie Regiment No. 21 en raakte op 26 augustus 1914 ernstig gewond. Na een verblijf in het ziekenhuis en herstel werd hij overgeplaatst naar het vervangingsbataljon van het Reserve Infanterieregiment nr. 21. Daar fungeerde hij vanaf 10 juni 1915 als compagniescommandant. Op 27 oktober 1915 werd hij adjudant van het 2de Bataljon en bracht wegens ziekte van 16 november tot 15 december 1916 en van 21 oktober tot 5 december 1917 door in het ziekenhuis. Ondertussen werd hij op 5 oktober 1916 gepromoveerd tot eerste luitenant. Vanaf 9 augustus 1918 trad Gollnick op als regimentsadjudant, werd na het einde van de oorlog op 22 november 1918 overgeplaatst naar het vervangingsbataljon en werd uiteindelijk op 8 januari 1919 compagniescommandant in het 129e Infanterieregiment. Op 15 oktober 1935 werd hij commandant van het 1e Bataljon van het 25e Infanterieregiment. In deze functie werd hij op 1 april 1936 gepromoveerd tot luitenant-kolonel en op 1 oktober 1938 tot kolonel.
Aan het begin van de Tweede Wereldoorlog voerde Gollnick het bevel over het 76e Infanterieregiment van de 20e Gemotoriseerde Divisie tijdens de aanval op Polen en tijdens de veldtocht in het westen in 1940. Maar pas op 1 juni 1941 werd hij gepromoveerd tot generaal-majoor en op 15 oktober kreeg hij het bevel over de 36e Gemotoriseerde Divisie, die werd ingezet in de veldtocht tegen de Sovjet-Unie. Gollnick onderscheidde zich en ontving op 21 november 1942 het Ridderkruis van het IJzeren Kruis na de gevechten in het Rzjev-gebied en de Eikenbladeren voor het Ridderkruis van het IJzeren Kruis op 24 augustus 1943. Nadat hij op 1 januari 1943 al was gepromoveerd tot luitenant-generaal, kreeg hij op 10 augustus het bevel over de 46e Pantserkorps, dat hij leidde tot 22 maart 1944. Een paar weken later, op 1 oktober 1943, werd hij gepromoveerd tot General der Infanterie . Vanaf 20 mei 1944 was Hans Gollnick de bevelvoerende generaal van het 28e Legerkorps bij Heeresgruppe Nord. Van oktober 1944 tot eind januari 1945 was hij tevens Festungkommandant van Memel, en van 8 februari tot 2 april 1945 was hij commandant van de Armee-Abteilung Samland. Hans Gollnick werd als zodanig genoemd in het Wehrmachtbericht van 26 februari 1945. Medio april 1945 werd Hans Gollnick met de staf van het 28e Legerkorps overgebracht naar de Führerreserve - Wehrkreiskommando X in  Lübeck. Na de Duitse onvoorwaardelijke overgave trad Hans Gollnick tot 20 januari 1946 op als militair commandant van de Duitse soldaten in de stad, het district en de haven van Flensburg. Op 5 februari 1946 werd hij door de Britse bezettingsautoriteiten vrijgelaten uit krijgsgevangenschap naar Hamburg.
Hans Gollnick overleed op 15 februari 1970 in Hamburg.

## Militaire carrière
- General der Infanterie: 1 oktober 1943[1]
- Generalleutnant: 1 januari 1943[1]
- Generalmajor: 1 juni 1941[1]
- Oberst: 1 oktober 1938[1]
- Oberstleutnant: 1 april 1936[1]
- Major: 1 september 1933[1]
- Hauptmann: 1 november 1923[1]
- Oberleutnant: 5 oktober 1916[1]
- Leutnant: 18 augustus 1913[1]
- Fähnrich: 19 november 1912[1]
- Fahnenjunker: 22 maart 1912[1]

## Onderscheidingen
- Ridderkruis van het IJzeren Kruis op 27 november 1942 als Generalmajor en commandant van de 36e Gemotoriseerde Divisie (1223e toekenning)[1]
- Ridderkruis van het IJzeren Kruis met Eikenloof op 24 augustus 1943 als Generalleutnant en commandant van de 36e Gemotoriseerde Divisie (282e toekenning)[1]
- IJzeren Kruis 1914, 1e Klasse (24 november 1916[1]) en 2e Klasse (11 oktober 1914[1])
- Herhalingsgesp bij IJzeren Kruis 1939, 1e Klasse (5 oktober 1939[1]) en 2e Klasse (15 september 1939[1])
- Erekruis voor Frontstrijders in de Wereldoorlog[1]
- Gewondeninsigne 1918 in zwart[1]
- Medaille Winterschlacht im Osten 1941/42[1]
- Vermelding in Wehrmachtbericht: 26 februari 1945[1]